# Ludwig von Diepenbroick-Grüter
Adam Kaspar August Albert Ludwig Freiherr von Diepenbroick-Grüter (* 28. April 1804 auf Haus Marck; † 19. März 1870 ebenda) war von 1831 an Landrat des Kreises Tecklenburg.

## Leben

### Herkunft
Ludwig von Diepenbroick-Grüter entstammte dem westfälischen Uradel der Grafschaft Mark. Seine Eltern waren der Freiherr Johann Adolf Gustav von Gruiter (* 27. Januar 1779; † 20. Februar 1822) und Wilhelmine Eleonore Luise von Diepenbroick, einer Tochter des hannoverischen Generalleutnants Ludwig von Diepenbroick.

### Beruflicher Werdegang
Am 20. September 1822 erwarb er am Gymnasium Bückeburg das Reifezeugnis. An der Universität Göttingen studierte er Rechts- und Kameralwissenschaften. 1826 bestand er die Prüfung zum Amtsauditor und wurde am 27. Juli 1826 beim Amt Lüne eingestellt. Am 26. April 1828 wechselte er zur Landdrostei Lüneburg. Seine Bestallung zum Amtsassessor beim Amt Lüne erhielt er am 2. Juli 1829.
Der Kreistag des Kreises Tecklenburg wählte ihn am 3. September 1831 einstimmig zum 1. Kandidaten für das Landratsamt Tecklenburg. Seine Prüfung zum Landrat legte er am 14. November 1831 bei der Bezirksregierung Münster mit „ziemlich gut“ ab und übernahm am 19. November 1831 die Verwaltung des Landratsamtes Tecklenburg. Die definitive Ernennung zum Landrat des Kreises Tecklenburg war am 26. Dezember 1831.
Diepenbroick-Grüter war Vorsitzender des landwirtschaftlichen Kreisvereins Tecklenburg, Ehrenritter des Johanniterordens und Inhaber des Roten Adlerordens III. Klasse mit Schleife.

### Familie
In erster Ehe heiratete Ludwig am 27. August 1832 Franziska Georgine von Alten (1814–1832). Nach ihrem frühen Tod heiratete er am 3. Juni 1840 deren Schwester Karoline von Alten (1818–1842). Sie waren Töchter des Oberhauptmanns zu Polle, Karl Edmund Georg von Alten und der Sophie Judith, geborene von Korff. Aus den beiden Ehen gingen folgende Kinder hervor:
- Rudolf (1835–1890), preußischer Regierungsreferendar ⚭ 1863 Dorothea Rickmers (* 1841)
- Otto (1841–1919), preußischer Oberstleutnant a. D. ⚭ 1879 Elise von Arnim (1857–1899) aus dem Hause Nechlin[3]
- Eva Alone Elise (* 1842)